# Casearia stapfiana
Casearia stapfiana är en videväxtart som beskrevs av Henry Nicholas Ridley. Casearia stapfiana ingår i släktet Casearia och familjen videväxter. Inga underarter finns listade i Catalogue of Life.